# Petronii
 (septembre 2024).
La mise en forme du texte ne suit pas les recommandations de Wikipédia : il faut le « wikifier ».
Les points d'amélioration suivants sont les cas les plus fréquents. Le détail des points à revoir est peut-être précisé sur la page de discussion.
- Les titres sont pré-formatés par le logiciel. Ils ne sont ni en capitales, ni en gras.
- Le texte ne doit pas être écrit en capitales (les noms de famille non plus), ni en gras, ni en italique, ni en « petit »…
- Le gras n'est utilisé que pour surligner le titre de l'article dans l'introduction, une seule fois.
- L'italique est rarement utilisé : mots en langue étrangère, titres d'œuvres, noms de bateaux, etc.
- Les citations ne sont pas en italique mais en corps de texte normal. Elles sont entourées par des guillemets français : « et ».
- Les listes à puces sont à éviter, des paragraphes rédigés étant largement préférés. Les tableaux sont à réserver à la présentation de données structurées (résultats, etc.).
- Les appels de note de bas de page (petits chiffres en exposant, introduits par l'outil «  Source ») sont à placer entre la fin de phrase et le point final[comme ça].
- Les liens internes (vers d'autres articles de Wikipédia) sont à choisir avec parcimonie. Créez des liens vers des articles approfondissant le sujet. Les termes génériques sans rapport avec le sujet sont à éviter, ainsi que les répétitions de liens vers un même terme.
- Les liens externes sont à placer uniquement dans une section « Liens externes », à la fin de l'article. Ces liens sont à choisir avec parcimonie suivant les règles définies. Si un lien sert de source à l'article, son insertion dans le texte est à faire par les notes de bas de page.
- La présentation des références doit suivre les conventions bibliographiques. Il est recommandé d'utiliser les modèles {{Ouvrage}}, {{Chapitre}}, {{Article}}, {{Lien web}} et/ou {{Bibliographie}}. Le mode d'édition visuel peut mettre en forme automatiquement les références.
- Insérer une infobox (cadre d'informations à droite) n'est pas obligatoire pour parachever la mise en page.

Pour une aide détaillée, merci de consulter Aide:Wikification.
Si vous pensez que ces points ont été résolus, vous pouvez retirer ce bandeau et améliorer la mise en forme d'un autre article.

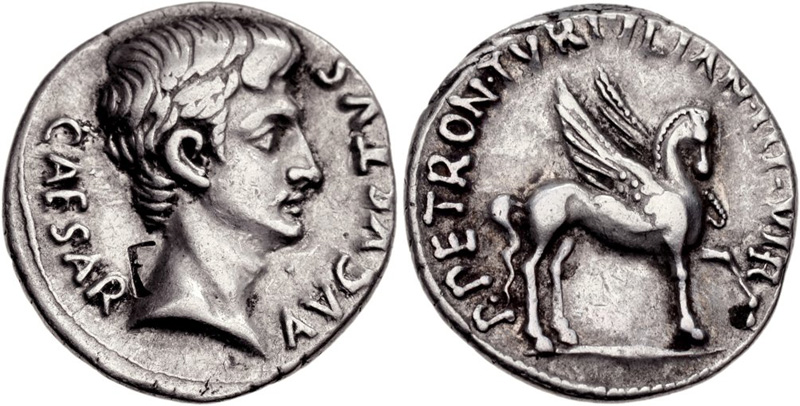
Denier émis par Publius Petronius Turpilianus, vers -19 ou -18. L'avers représente Auguste, le revers Pégase.

La gens Petronia était une famille plébéienne de la Rome antique. Cette gens revendiquait une lignée ancienne, puisqu'un Petronius Sabinus est mentionné à l'époque de Lucius Tarquinius Superbus, le dernier des rois romains, mais peu de Petronii sont mentionnés à l'époque de la République. On les rencontre fréquemment sous l'Empire, détenant de nombreux consulats, et obtenant finalement l'Empire pendant le bref règne de Pétrone Maxime en 455.

## Origine
Les Petronii étaient d'origine sabine, comme l'indique le nom de famille Sabinus, appartenant au personnage légendaire de l'époque de Tarquin, et auquel font allusion les pièces de monnaie frappées par Publius Petronius Turpilianus, représentant la mort de Tarpeia, qui, selon la légende, aurait été persuadée par les Sabins sous Titus Tatius de leur ouvrir la citadelle, à l'époque de Romulus. Le nomen Petronius semble être un patronyme dérivé du praenomen osque Petro ou Petrus, l'équivalent osque du latin Quartus, quatrième, et rendant Petronius apparenté à un certain nombre de gentillice latins obscurs, tels que Quartius et Quartinius. Une dérivation alternative serait celle du cognomen Petrus, un rustique, bien que cela puisse également dériver du praenomen osque. Pétrone appartient à une large classe de gentilices dérivés d'autres noms se terminant par -o, dont la plupart sont plébéiens.

## Praenomen
Les premiers Petronii utilisaient les praenomen Gaius, Marcus et Publius, qui étaient tous très courants tout au long de l'histoire romaine. D'autres noms apparaissent vers la fin du IIe siècle, notamment Quintus, Lucius et Sextus, mais ils peuvent avoir été hérités d'autres familles.

## Membres

### Sous la République
- Petronius Sabinus, aurait copié les Livres Sibyllins sous le règne de Lucius Tarquinius Superbus, avec l'aide d'un certain Marcus Tullius ou Atilius.
- Gaius Petronius, l'un des légat envoyé en Anatolie en -156, afin de remettre de l'ordre dans le conflit entre Attalus de Pergamon et Prusias de Bithynia.
- Marcus Petronius Passer, mentionné par Varro dans le Rerum Rusticarum, son traité d'agriculture.
- Petronius, un tribun militaire qui servit dans l'armée de Marcus Licinius Crassus, le triumvir, en -55. Petronius était avec Crassus lorsque son commandant fut tué par les Parthes.
- Petronius, l'un des conspirateur de l'assassinat de Caesar, fut appréhendé par Marc Antoine en Asia, et mis à mort.

### Sous le Principat

#### Petronii Turpiliani
- Publius Petronius, (v.-65 - ap.-22), Préfet d'Égypte vers -25 à -21;
  - Publius Petronius Turpilianus, (v.-40 - ap.-6), triumvir monetalis sous Auguste, proconsul de Bétique ? ;
    - Publius Petronius, (v.-20 - ap.41), consul suffect en 19, proconsul d'Asie de 29 à 35, gouverneur de Syrie de 37 à 41;
      - Publius Petronius Turpilianus, (v.20 - 6/68), consul en 61, gouverneur de Bretagne, curateur aquorum, dux Neronis en 68;
      - Petronia, (v.20 - ap.69), épouse de Vitellius puis de Cornelius Dolabella;

    - Caius Petronius, (v.-15 - ap.25), consul suffect en 25[b 1].
      - ? Caius Petronius Pontius Nigrinus, (v.-5 - ap.37), consul en 37, fils adoptif du précédent?;

#### Petronii Umbrini
- Caius Petronius Umbrinus, (v.-10 - ap.24), Quindevir curator locorum publicorum iudicandorum;
  - Quintus Petronius Umb(rius), (v.20 - ap.v.54), légat d'Auguste propréteur de Galatie;
    - Marcus Petronius Umbrinus, (v.40 - ap.81), consul suffect en 81[b 2];
      - Marcus Petronius Cremutius, (v.75 - ap.87), assistant les Frères Arvales;

  - ? Petronia, (v.25 - ?), épouse de Galeo Tettienus;

#### Petronii Mamertini
- (Marcus Petronius?), (v.70 - ?);
  - Marcus Petronius Sura, (v.90 - ap.117/36), procurator aquarum sous Hadrien;
    - Marcus Petronius Mamertinus, (v.115 - ap.150), consul suffect en 150.
      - Marcus Petronius Sura Mamertinus, (v.145 - 190/1), consul en 182;
        - Petronius Antoninus, (v.175 - 190/1);

      - Marcus Petronius Sura Septimianus, (v.155 - 190/1), consul en 190;
      - ? (Petronia), épouse de Marcus Antoninus Antius Lupus.

  - Marcus Petronius Mamertinus, (v.95 - 143/56), Préfet d'Égypte de 133 à 137, Préfet du prétoire de 139 à 143;
  - ? Marcus Petronius Honoratus, (v.100 - ap.148), Préfet de l'annone de 144 à 146, Préfet d'Égypte de 147 à 148;

#### Petronii deMediolanum
- Caius (Petronius), (v.1 - ?);
  - Quintus (Petronius), (v.30 - ?);
    - Quintus Petronius Severus, (v.55 - ?);
      - Quintus Petronius Severus, (v.80 - ?);
      - (Petronius Didius Severus), (v.85 - ?);
        - (Marcus) Petronius Didius Severus, (v.115 - ?);
          - Didius Proculus, (v.135 - ?);
          - Imp. Caesar Marcus Didius Iulianus Severus Aug., (137 - 193), Augustus en 193;
            - Didia Clara, (v.170 - ap.193), épouse de Cornelius Repentinus;

    - Petronia Vera, (v.60 - ?);

#### Petronii Iunior
- Petronius Iunior, (v.165 - v.195/210);
  - Gnaeus Petronius Probatus Junior Justus, (v.185 - ap.v.230), tribun de la plèbe, préteur, proconsul de Crète, légat legio XIIII Gemina, légat legio VIII Augusta[b 3],[b 4],[b 5];
    - (Petronia), (v.205 - ?), épouse de (Marcus Publilius);
      - Publilius Justus, (v.220 - ?);
      - Publilia Caeciliana, (v.225 - ?);
      - Publilia Numis(iana), (v.225 - ?)[b 6];
        - Voir les Publilii;

Les Petronii Iunior sont apparenter aux Publicii et au Petronii du IVe siècle, les détails des liens familiaux entre eux n'est pas connu avec précision. Ont peut cependant reconstituer des hypothèses généalogiques selon Christian Settipani.
- ? Lucius Publilius Petronius Volusianus, (v.250 - ap.v.285), consul suffect;
  - ? (Probiana), épouse un Vettius;
  - Petronius Probianus, (v.270 - ap.322), consul en 322;
    - Petronius Probinus, (v.305 - ap.341), consul en 341;
      - Sextus Claudius Petronius Probus, (v.328 - 388), consul en 371;
        - Anicius Petronius Probinus, (v.375 - ap.395), consul en 395;
          - ? D.N. Petronius Maximus Aug., (v.396 - 31/5/455), Augustus en 455;
            - Palladius, (v.420 - 31/5/455), Caesar en 455;

        - Anicius Hermogenianus Olybrius, (v.375 - ap.395), consul en 395;
          - Demetrias, (v.398 - 440);
          - Anicius Probus, (v.400 - ap.459);
            - D.N. Anicius Olybrius Aug., (v.430 - 10/472), Augustus en 472;
              - Anicia Juliana, (462 - 527/8), épouse de Flavius Areobindus Dagalaiphus;

            - Acinius Probus, (v.435 - ?);
              - Anicius Olybrius, (v.470 - ap.503-) préfet du prétoire d'Italie en 503;
                - Anicius Probus, (v.495 - 533), consul en 525;
                  - Flavia Iuliana, (v.530 - ?), épouse Anastasius;

        - Anicius Petronius Probus, (v.380 - ap.406), consul en 406;

#### Petronii Tauri
- Lucius (Petronius), (v.190 - ?);
  - Lucius Petronius Taurus Volusianus, (v.215 - ap.268), Préfet des vigiles en 258, Préfet du prétoire v.260, consul en 261, Préfet de Rome en 267;

#### Autres
- Petronius, peut-être la même personne que le médecin Marcus Petronius Heras, écrivain en pharmacopée mentionné par plusieurs sources. Il a dû vivre vers le début du Ier siècle.
- Marcus Petronius Heras, médecin mentionné dans une inscription enregistrée par Jan Gruter, peut-être la même personne que l'auteur de la pharmacie[b 7].
- Petronius, un centurion chargée de garder le tombeau de Jesus, dans l'Evangile non-canonique de Pierre.
- Aulus Petronius Lurco, consul suffect en 58, des Kalends de Juillet à la fin de l'année.
- Gaius Petronius Arbiter un ami intime de  Nero, auteur du Satyricon.
- Publius Petronius Niger, consul suffect pour les mois de Mai à Aout en 62.
- Titus Petronius Niger, consul suffect pour les mois de Juillet et Aout en 63.
- Petronius Priscus, exilée en 66 sur les iles de la mer Aegean.
- Titus Petronius Secundus, praetorian prefect sous Domitian.
- Petronius Quadratus, praefectus d'Egypte c. 126
- Lucius Petronius Sabinus, consul suffect pour les mois de Septembre et Octobre, en 145.
- Lucius Fulvius Gavius (Numisius?) Petronius Aemilianus, consul en 206.
- Petronius Annianus, consul en 314.
- Petronius Probianus, consul en 322[b 8].
- Petronius Probinus, consul en 341[b 9].
- Sextus Claudius Petronius Probus, consul en 371[b 10].
- Anicius Petronius Probus, consul en 406.
- Saint Petronius, évêque de Bologne.
- Petronius Probinus, consul en 489.
- Rufius Petronius Nicomachus Cethegus, consul en 504.